# Rotundrela rotunda
Rotundrela rotunda là một loài nhện trong họ Zodariidae.
Loài này thuộc chi Rotundrela. Rotundrela rotunda được Rudy Jocqué miêu tả năm 1999.